# Щелковський Юрій Станіславович
Щелковський Юрій Станіславович — радянський і український звукорежисер, композитор. Член Національної спілки кінематографістів України.

## Біографічні відомості
Народився 10 січня 1956 р. в Києві. 
Закінчив Київську консерваторію (1980). 
Працює на Київській кіностудії ім. О. П. Довженка.

## Фільмографія

### Автор музики до художніх, документальних та мультиплікаційних фільмів:
- «Українська вендета» (1990)
- «...час збирати каміння» (1990—1996, телесеріал, 1—2 с)
- «Натурник» (1992)
- «Коза-дереза» (1995, мультфільм)
- «Обережно! Червона ртуть» (1995)
- «Посмішка звіра» (1997—1998, 5 с; 1999, фільм 2-й),
- «Шлях до скелі» (1997)
- «Під чужим ім'ям» (1999)
- «А життя триває» (2006)

### Звукорежисер
- «Ходить Гарбуз по городу...» (1997, мультфільм, у співавт. з Юрієм Нечесою)

### Комп'ютерні звукові ефекти:
- «Золоте курча» (1993)

### Запис музики:
- «Оберіг» (1991)
- «Острів любові» (1995—1996, 10 с.)
- «Приятель небіжчика» (1997)
- «Сьомий маршрут» (1998)
- «Залізна сотня» (2004) та ін.

### Режисер запису музики:
- «О, Париж!» (2010, мультфільм) (подяка)